# Hydraena subimpressa
Hydraena subimpressa är en skalbaggsart som beskrevs av Claudius Rey 1885. Hydraena subimpressa ingår i släktet Hydraena och familjen vattenbrynsbaggar. Inga underarter finns listade i Catalogue of Life.